# Abiola Dauda
Abiola Dauda (* 3. Februar 1988) ist ein nigerianischer Fußballspieler.

## Werdegang

### Karrierestart in der Heimat und Durchbruch in Schweden
Dauda begann mit dem Fußballspielen bei den Grassroot Highlanders in seinem Heimatland. 2006 wechselte er nach Europa, um sich dem schwedischen Klub Sölvesborgs GIF anzuschließen. Für den in der viertklassigen Division 2 Södra Götaland antretenden Verein aus Südschweden zeichnete er sich als regelmäßiger Torschütze aus. Nachdem er in der Spielzeit 2007 in 25 Spielen 23 Tore erzielt hatte, weckte er das Interesse höherklassiger Klubs wie Kalmar FF.
Im Oktober 2007 unterschrieb er einen ab Januar 2008 gültigen Drei-Jahres-Kontrakt bei KFF. Für seinen neuen Klub lief er in den ersten Jahren sowohl in der Allsvenskan als auch der U-21-Nachwuchsmannschaft auf. In seinem ersten Jahr trug er mit fünf Toren in 21 Spielen, bei denen er fünfmal in der Startformation stand, zum Gewinn des Lennart-Johansson-Pokals für den schwedischen Landesmeister bei. In seinem zweiten Jahr beim Klub aus Småland erspielte er sich zeitweise einen Stammplatz und gehörte neben Rasmus Elm, Daniel Mendes und Tobias Eriksson mit sieben Saisontoren zu den torgefährlichsten Spielern des Vereins. Im November des Jahres verlängerte dieser daher den Vertrag mit Dauda um drei Jahre.
In den folgenden Jahren schwankte Dauda zwischen Startformation und Ersatzbank. Auch im Pokalendspiel 2011 gegen Helsingborgs IF saß er zunächst auf der Ersatzbank, in der 81. Spielminute ersetzte er Daniel Mendes. Dennoch ging das Spiel mit einer 1:3-Niederlage verloren.  In der Spielzeit 2012 avancierte er zum regelmäßigen Torschützen, was ihm erneut einen Stammplatz bei Trainer Nanne Bergstrand garantierte. Mit 14 Saisontoren platzierte er sich unter den ersten fünf Torschützen in der Torschützenliste, zudem rangierte der Klub zum Saisonende im gesicherten Mittelfeld der Tabelle. Anschließend verkündete er seinen Abschied vom Klub zum Jahreswechsel, er wurde mit Klubs in verschiedenen europäischen Ländern in Verbindung gebracht.

### Meister mit Roter Stern Belgrad und Wechsel nach Holland
Anschließend wechselte Dauda zum serbischen Spitzenverein Roter Stern Belgrad, bei dem er im Februar 2013 einen Vertrag unterzeichnete. Dort gehörte er bald zur Anfangsformation und bestritt bis zum Sommer elf Spiele, in denen er vier Tore erzielte. Am Ende der Saison 2012/2013 wurde er mit seinem Verein Vizemeister. Gemeinsam mit Dragan Mrđa bildete er in der folgenden Spielzeit das torgefährliche Sturmduo des Klubs, das den Verein im Meisterschaftsduell mit dem amtierenden Meister, dem Lokalrivalen Partizan Belgrad, zum Titelgewinn führte.
Im Juli 2014 einigten sich Vitesse Arnheim und Roter Stern über einen Wechsel, bei seinem von Peter Bosz trainierten neuen Klub unterzeichnete er einen Drei-Jahres-Kontrakt. Im Februar 2016 wurde er für ein halbes Jahr an den schottischen Erstligisten Heart of Midlothian verliehen. Anschließend kehrte er nach Arnheim zurück und gewann dort 2017 den nationalen Pokal. 

### Griechenland und Türkei
Dann spielte er jeweils für eine Saison bei Atromitos Athen und Giresunspor. Die erste Hälfte der Saison 2019/20 verbrachte er bei AE Larisa und ging dann weiter zu Panetolikos. Seit dem Sommer 2020 steht er nun beim griechischen Erstliga-Aufsteiger Apollon Smyrnis unter Vertrag.

## Erfolge
- Schwedischer Meister: 2008
- Schwedischer Superpokalsieger: 2009
- Serbischer Meister: 2014
- Niederländischer Pokalsieger: 2017